# 론 파인버그
론 파인버그(Ron Feinberg, 1932년 10월 10일 ~ 2005년 1월 29일)는 미국의 성우, 배우이다.
샌프란시스코에서 태어났으며 로스앤젤레스에서 사망하였다. 사인은 질병이다.

## 출연 작품

### 영화
- 신나는 개구쟁이 (1978년)
- 산타 옷을 입은 사나이 (1978, The Man in the Santa Claus Suit)
- 위스키 대소동 (1977년)
- 소년과 개 (1975년) - 펠리니 역
- 뜨거운 우정 (1971년)
- 비밀지령 (1968년)

### 텔레비전
- 하와이 파이브-O (1969-73)
- 제5전선 (1970-73)
- 스파이더맨 (1981-82) - 목소리
- 트랜스포머 (1986) - 목소리